# Dita Formánková
Dita Formánková (26 de febrero de 1989) es una ingeniera de software checa, emprendedora social y fundadora de Czechitas, una organización sin fines de lucro basada en Girls Who Code que brinda educación técnica y posibilidades de creación de redes para mujeres y jóvenes en tecnologías de la información.

## Educación
Formánková estudió Ingeniería de Sistemas en la Facultad de Economía y Administración e Informática Aplicada en la Facultad de Informática, ambos en la Universidad de Masaryk en Brno.
Fue seleccionada como la única participante checa tanto en la Iniciativa de Jóvenes Líderes en Innovación Transatlántica (YTILI) mundial de 2016 organizada por el Departamento de Estado de los Estados Unidos así como en la Cumbre Global de Emprendimiento (GES) en Palo Alto, California.

## Carrera profesional
Formánková es más conocida por su trabajo con Czechitas, organización que se enfoca en capacitar a mujeres de entre 20 y 45 años en codificación y tecnologías de la información. Fundó Czechitas en 2014 con el objetivo de desmantelar los estereotipos y alentar a las mujeres y las niñas a aprender a codificar para avanzar en carreras de TI. La organización sin fines de lucro ofrece clases en toda la República Checa y mantiene centros de educación comunitaria en Brno y Praga .
A través de una asociación entre Czechitas y Microsoft Corporation, Formánková ayudó a crear una Academia de Programación para niños en la República Checa donde los jóvenes de 8 a 26 años podían obtener capacitación, tutoriales y recursos gratuitos en línea para varios programas informáticos.
En 2016, con Christian Hirsig y Cornelia Meyer, cofundó Powercoders, una organización sin fines de lucro en Suiza con centros en Lausana y Zúrich que enseña a los refugiados habilidades de codificación para mejorar sus posibilidades de empleo.
Además de Czechitas, es desarrolladora de negocios en la sucursal de Praga de GreenFox Academy, un bootcamp de codificación originaria de Hungría, que ofrece cursos gratuitos de programación informática para mujeres.
Formánková es miembro del Consejo Asesor de Social Impact Awards, una incubadora sin fines de lucro para el emprendimiento social y la innovación, donde representa a más de 500 empresas de exalumnos del programa. También es miembro de la junta de Cesko.digital, una comunidad en línea sin fines de lucro para profesionales de TI en la República Checa que realizan trabajo de TI gratuito para organizaciones sin fines de lucro, entidades gubernamentales y ONG.
Desde septiembre de 2020, Formánková es directora de diversidad, inclusión y comunidades de la empresa checa de software antivirus Avast.

## Premios y honores
En 2016, Formánková recibió el Premio del Ciudadano Europeo del Parlamento Europeo por sus esfuerzos para aumentar la alfabetización técnica y digital de mujeres y niñas. El mismo año, la revista Forbes la seleccionó como una de los 30 líderes empresariales más jóvenes de la República Checa menores de 30 años.
En 2017, recibió el Premio al Servicio Comunitario South by Southwest de SXSW en Austin, Texas.
También en 2017, Formánková fue miembro del Programa de Jóvenes Líderes del Instituto Aspen en Europa Central.
En 2018, fue seleccionada como Modelo a seguir femenino del año por el Premio de Startups de Europa Central.

## Publicaciones y presentaciones
- Přikrylová, Dita (2016). Business intelligence models for capturing and analysis of enterprise marketing data (Tesis de Maestría). Masarykova univerzita, Fakulta informatiky.
- Přikrylová, Dita (2017). Czechitas, or Why There Is a Lack of IT in Women Rather Than of Women in IT. Abril de 2017, revisión de Aspen.
- Buhnova, Barbora; Prikrylova, Dita (2019-05). «Women Want to Learn Tech: Lessons from the Czechitas Education Project». 2019 IEEE/ACM 2nd International Workshop on Gender Equality in Software Engineering (GE) (IEEE): 25-28. ISBN 978-1-7281-2245-8. doi:10.1109/GE.2019.00013. Consultado el 11 de enero de 2022.
- Přikrylová, Dita (2019). How to kick off your tech career - Dita Přikrylová (Czechitas). 19 de junio de 2019, Cód.Kiwi.org.
- Buhnova, Barbora; Jurystova, Lucie; Prikrylova, Dita (2019). «Assisting women in career change towards software engineering: experience from Czechitas NGO». Proceedings of the 13th European Conference on Software Architecture  - ECSA '19 - volume 2 (en inglés) (ACM Press): 88-93. ISBN 978-1-4503-7142-1. doi:10.1145/3344948.3344967. Consultado el 11 de enero de 2022.